# Auguste Camelin
Auguste Camelin (* 1880; † im 20. Jahrhundert) war ein französischer Wasserballspieler.

## Karriere
Camelin nahm an den Olympischen Spielen 1900 in Paris teil. Hier erreichte er mit der Mannschaft Pupilles de Neptune de Lille II den dritten Rang und gewann somit nach heutigem Medaillenvergabesystem Bronze. Neben der olympischen Beteiligung absolvierte er zwei Spiele für die französische Nationalmannschaft.